# Dan Marțian
Marțian Dan (Șoimuș, 23 novembre 1935 – Lisbona, 8 marzo 2002) è stato un politico rumeno.
Militante del Partito Comunista Romeno (PCR) durante la Repubblica Socialista di Romania, nel 1971 divenne leader dell'Unione dei Giovani Comunisti (UTC), posizione che gli permise di rivestire l'incarico di ministro della gioventù fra il 1971 e il 1972. Nel 1974 si distaccò temporaneamente dalla vita politica per via di alcune inconciliabilità di pensiero con il presidente della repubblica Nicolae Ceaușescu.
Fu tra le maggiori figure che supportarono la rivoluzione romena del 1989 e tra i promotori dell'organo legislativo provvisorio, il Consiglio del Fronte di Salvezza Nazionale, nel quale fu segretario dell'ufficio esecutivo. Nel febbraio 1990 entrò nel Fronte di Salvezza Nazionale (FSN) di Ion Iliescu, grazie al quale riuscì ad ottenere tre mandati alla camera dei deputati (1990-2000).
Tra il 1990 e il 1992 fu il primo presidente della camera dei deputati della Romania democratica.

## Biografia

### Formazione e attivismo nel Partito Comunista Romeno
Negli anni cinquanta, durante il liceo frequentato a Oradea, entrò nell'Unione dei Giovani Comunisti (UTC), organizzazione giovanile del Partito Comunista Romeno (PCR), che deteneva il potere nel paese dal 1946. Nel periodo 1954-1955 fu studente della facoltà di economia generale dell'Accademia degli studi economici di Bucarest, mentre tra il 1955 e il 1960 si trasferì in Unione Sovietica, per seguire dei corsi presso la facoltà di storia dell'Università statale Lomonosov di Mosca. In questa fase riuscì a farsi eleggere membro del comitato dell'UTC della facoltà e segretario dell'UTC degli studenti romeni a Mosca. Nel 1959 divenne ufficialmente membro del PCR.
Dopo la laurea ottenuta nel 1960, iniziò la propria carriera didattica presso la facoltà di storia e filosofia dell'Università di Bucarest, nella quale insegnò fino al 1989.
Negli anni sessanta continuò la militanza politica all'interno del Centro Universitario di Bucarest, scalando i vertici dell'organizzazione giovanile del partito, elemento che gli consentì, nel marzo 1971, di succedere a Ion Iliescu nell'incarico di primo segretario del comitato centrale dell'UTC e, per tale motivo, rivestì contestualmente il ruolo di ministro per i problemi della gioventù nel governo di Ion Gheorghe Maurer. Lasciò la posizione nell'ottobre 1972.
Oltre all'attivismo nell'UTC, ottenne funzioni anche in seno al PCR. Nel 1968 fu nominato segretario con competenze sulla propaganda all'interno del comitato cittadino di Bucarest, mentre il 12 agosto 1969 riuscì a farsi nominare membro supplente del comitato centrale del PCR. Nel novembre 1974 si ritirò dalla vita politica, apparentemente a causa della divergenza di vedute con il presidente della repubblica socialista Nicolae Ceaușescu riguardanti la gestione del paese. Si concentrò, quindi, esclusivamente sulla professione di docente.

### Partecipazione alla rivoluzione del 1989
Allo scoppio della rivoluzione romena del 1989, durante i primi concitati momenti di confusione dovuti al vuoto di potere, Marțian Dan, al fianco di altri dissidenti comunisti come Ion Iliescu, Petre Roman, Dumitru Mazilu, Silviu Brucan, Corneliu Mănescu, Victor Stănculescu e Alexandru Bârlădeanu, fu tra i promotori della creazione di un organo legislativo provvisorio, il Consiglio del Fronte di Salvezza Nazionale (CFSN), che assunse il potere nel tardo dicembre 1989. Dopo l'esecuzione dei coniugi Ceaușescu, il 27 dicembre Dan fu indicato dal gruppo guidato da Iliescu come segretario dell'ufficio esecutivo del CFSN. Il gruppo dirigente del consiglio, infatti, fu composto da elementi che avevano avuto un ruolo attivo nel PCR e che non avevano mai negato la propria adesione agli ideali comunisti, ma che avevano, bensì, contestato la leadership di Ceaușescu. I vertici del CFSN ottennero il potere di nomina del primo ministro e del consiglio dei ministri, nonché il controllo dell'esercito e dei mezzi di comunicazione di massa in mano allo stato (carta stampata, radio e televisione).
Nel febbraio 1990 Iliescu fondò il partito del Fronte di Salvezza Nazionale (FSN), cui aderì la stragrande maggioranza dei membri del CFSN. Contestualmente questo venne ridenominato Consiglio Provvisorio di Unione Nazionale (CPUN) e vi fu consentita la partecipazione anche dei rappresentanti degli altri partiti che nel frattempo erano stati creati. La piattaforma, tuttavia, ricalcava l'organizzazione del CFSN, per la maggioranza era composta da membri del FSN e la sua dirigenza fu confermata con pochissime variazioni. Dan fu segretario dell'ufficio esecutivo anche nel nuovo ente, che era incaricato di indire libere elezioni e varare le prime leggi in senso democratico.

### Parlamentare e presidente della camera dei deputati
Alle prime elezioni dell'epoca democratica, nel maggio 1990, il FSN ottenne un plebiscito che gli consentì di controllare 2/3 del parlamento. Marțian Dan ottenne l'elezione a deputato nel distretto di Vaslui e, nel giugno 1990, fu nominato presidente della camera dei deputati, mantenendo l'incarico per l'intera legislatura costituente fino all'ottobre 1992. Fu, inoltre, membro della commissione di redazione del progetto di regolamento della camera e copresidente dell'assemblea costituente (luglio 1990-novembre 1991) al fianco di Rene Radu Policrat.
Nella primavera del 1992 il FSN andò incontro a una scissione, come risultato dello scontro tra le due correnti del partito, quella guidata dal presidente della repubblica Ion Iliescu, promotore di una linea di lenta transizione all'economia di mercato, e quella dell'ex primo ministro Petre Roman. Iliescu fondò il Fronte Democratico di Salvezza Nazionale (FDSN), mentre la controparte mantenne la sigla originale, con la quale si presentò alle elezioni parlamentari e presidenziali del 1992. Marțian Dan seguì Iliescu nella nuova esperienza politica (che nel 1993 si tramutò nel Partito della Democrazia Sociale di Romania, PDSR), che riuscì a imporsi come primo partito in occasione della tornata elettorale nazionale del 27 settembre 1992 e che supportò la formazione di un governo presieduto da Nicolae Văcăroiu. Considerato uno dei leader del FDSN (poi PDSR), Dan confermò il proprio seggio da deputato e fu capogruppo del partito alla camera, nonché vicepresidente nazionale del PDSR. A livello istituzionale rivestì il ruolo di vicepresidente della camera per l'intero mandato, mentre il presidente fu il collega di partito Adrian Năstase.
Dopo le elezioni del 1996, sconfitto dalla coalizione di centro-destra Convenzione Democratica Romena (CDR), il partito di Iliescu passò per la prima volta all'opposizione. Marțian Dan fu eletto nuovamente per un mandato da deputato e, nel corso dei quattro anni di legislatura, rivestì i ruoli di presidente della commissione della camera sui diritti dell'uomo, di vicepresidente della commissione per la convalida, di vicepresidente della commissione per il regolamento (1997-1998), di membro della delegazione della Romania all'OSCE. Fu anche vice capogruppo del PDSR (1996-1997).

### Ultimi anni
Conclusa l'esperienza da parlamentare, nel giugno del 2001 fu proposto per la funzione di ambasciatore della Romania in Portogallo e assunse l'incarico nel corso dello stesso anno. L'8 marzo 2002, però, morì nella sua residenza di Lisbona all'età di 66 anni.
Il 12 marzo 2002 fu insignito postmortem dal presidente della repubblica Ion Iliescu con l'Ordine della Stella di Romania in virtù del suo contributo per l'instaurazione della democrazia nel paese.

## Vita privata
Fu sposato ed ebbe due figli.